# Serruelles
 Serruelles  es una población y comuna francesa, situada en la región de  Centro, departamento de Cher, en el distrito de Saint-Amand-Montrond y cantón de Châteauneuf-sur-Cher.

## Demografía
| 69 | 57 | 45 | 52 | 61 | 58 |
| Para los censos de 1962 a 1999 la población legal corresponde a la población sin duplicidades (Fuente: INSEE [Consultar]) |    |    |    |    |    |